# 張錦春
張錦春，贵州安順人，清朝政治人物、進士出身。
光緒二十年（1894年）慈禧太后六旬甲午恩科進士，二甲九十九名，同年五月，以主事分部学习。后任四川彭縣知縣、雲南省祿勸縣知縣。